# Општина Сачени (Телеорман)
Сачени (рум. Săceni) општина је у Румунији у округу Телеорман.
Oпштина се налази на надморској висини од 109 m.